# Василиј Жуковски
Василиј Андрејевич Жуковски (рус. Василий Андреевич Жуковский, Мошенскоје, 9. фебруар 1783 – Баден, 12. април 1852) је био руски песник, један од оснивача романтизма у руској поезији, преводилац и критичар.

## Биографија
Рођен је у селу Мошенскоје у покрајини Тула у Русији. Зачетник је руског романтизма.
Био је пуноправни члан Царске руске академије 1818), почасни члан Краљевске академије наука (1827—1841). Академик (1841) у Одељењу за руски језик и књижевност Крунског саветника (1841).
Са навршених четрнаест година, 1797. године, отишао је у интернат Московског универзитета где је студирао четири године. На Московском универзитету стекао је сво своје образовање.
Године 1812. придружио се полицији и отишао да се бори против Наполеонових трупа. У логору у Тарутину, написао је дело „Песма о логору руских војника“ која је временом постала познатија од свих дотадашњих поетских дела. Овом песмом успео је да привуче пажњу широких маса које су се прикључиле руској војсци.
За почасног члана Санктпетербуршке академије наука именован је 1827. године.

## Каријера
Прво дело које је изашло у штанпаном издању, била је песма „Мисли на гробу“ (1797), коју је написао у четрнаестој години живота понесен емоцијама када је чуо вест о смрти В. А. Иусхкова.
Током 1802. године састао са Николајем Карамзином и у „Гласнику Европе“ објавио је први слободан превод елегије „Сеоско гробље“ , енглеског песника Томаса Греја. Песма је привукла велику пажњу тадашњег друштва.
Наредне године, 1903, објавио је причу „Вадим из Новгорода“ написану по угледу на историјски романи Николаја Михајловича Карамзина.
Од 1805-1806 његова поетска снага брзо је расла. Врх каријере достигао је у периоду од 1808.1812 године. Све ово време радио је у „Гласнику Европе“. Уредник истоименог часописа био је 1809. и 1809. године.
Године 1808. написао је римејк баладе „Ленор“, Аугуста Бургера, немачког композитора, којој даје име „Људмила“. Настанком ове баладе у руској литератури настао је романтизам.
Један од главних чланова књижевног друштва Арзамас постао је 1815. године. У форми стрипова водио је страствену борбу са конзервативизмом дотадашње класичне поезије. У Володги је упознао песника Константина Николајевича Батјушкова и постао је један од његових пријатеља и покровитеља.
Жуковски је био аутор прве званичне химне Русије. „Руска молитва“ написана је 1816. године по узору на енглеску химну - „Боже чувај краља“. Музика је такође била коришћена из композиције енглеске химне.
Године 1817. постао је професор руског језика принцезе Шарлоте (Александра Фјодоровна) будуће царице. У јесен 1826. године био је именован за ментора престолонаследника, будућег цара Александара II.

## Породични живот
У 58. години живота (1841) оженио се у Диселдорфу ћерком старог пријатеља, сликара Евграфа Реитерна, двадесетогодишњом Елизабетом Реитерн. Током заједничког живота добили су двоје деце:
- ћерку - Александра Жуковски (1842—1912)
- сина - Павел Жуковски (1845—1912)

Почетком 1842. наставио је са преводима. Превео је Хомерову песму „Одисеју“ која је била објављена два пута, 1848. и 1849. године.
Последњих дванаест година свог живота провео је са својом породицом у Немачкој. Извесно време живели су у Диселдорфу а касније су се преселили у Франкфурт. Скоро сваке године одлазио је да посети родну Русију све док му се супруга није тешко разболела.
Василиј Жуковски умро је 12. априла 1852. у Бадену. Тело је транспортовано у Русију. Сахрањен је у Петрограду у некрополи великана.

## Награде
- Орден Свете Ане (11.06.1812)
- Медаља У знак сећања на рат 1812.
- Орден Светог Владимира (12.07.1825)
- Орден Светог Станислава (30.08.1833)
- Орден белог орла (30.08.1849)

## Одабрана дела
- „Песма о логору руских војника“ (1812) - историјска песма
- „Вадим“ (1817) - балада
- „Песма“ (1818) - романтичних песама
- „Боја завета“ (1819) - романтична песама
- „Море“ (1822) - романтична песама
- „Злоупетреба Цереса“ (1830) - балада
- „Тријумф победника“ (1830) - балада
- „Прича о цару Беренду“ (1831) - бајка
- „Успавана принцеза“ (1831) - бајка